# Seiichiro Kubo
Seiichiro Kubo (久保 征一郎 Kubo Seiichiro?), född 22 juni 2001 i Kagoshima prefektur, är en japansk fotbollsspelare.
Kubo började sin karriär 2018 i FC Tokyo.